# Karel Beran
Karel Beran (* 20. ledna 1975, Praha) je český profesor práva, specialista na postavení osob v právu, zejména teorii právnických osob.
V roce 2021 neúspěšně kandidoval na děkana Právnické fakulty Univerzity Karlovy v Praze.

## Život

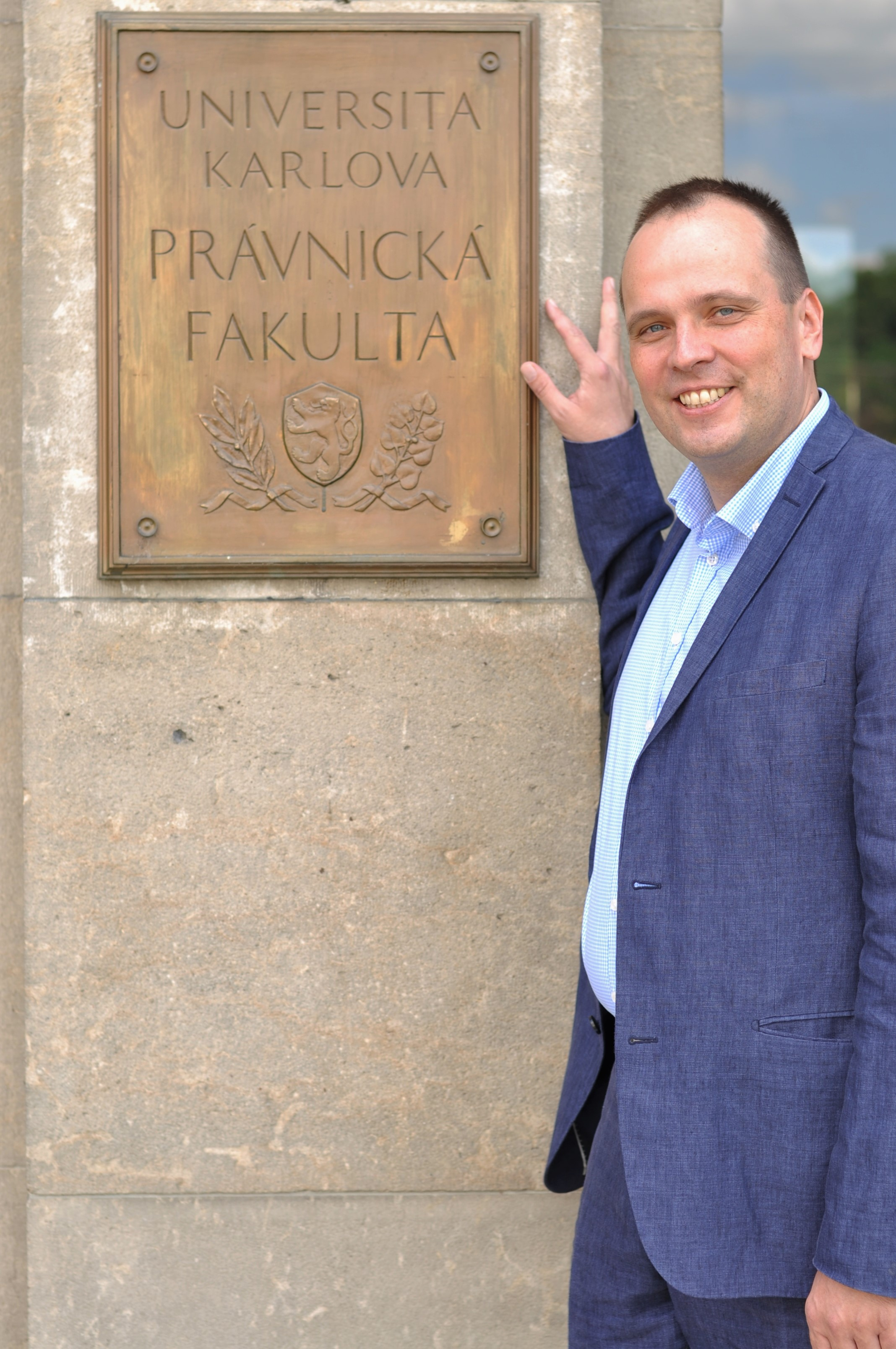

### Studium
Karel Beran je absolventem Právnické fakulty Univerzity Karlovy (2000), kde mu byl v roce 2001 udělen titul JUDr. a v roce 2005 i titul Ph.D. - disertační práce na téma: „Právnické osoby veřejného práva“ (Praha Linde, 2006). V roce 2011 úspěšně obhájil na PF UK v Praze habilitační spis „Pojem osoby v právním smyslu“ (Leges, 2012) a byl jmenován docentem pro obor teorie, filozofie a sociologie práva. Dne 17. června 2020 byl na návrh Vědecké rady Univerzity Karlovy prezidentem České republiky jmenován profesorem pro obor: Teorie, filozofie a sociologie práva.

### Profesní působení
Od roku 2003 do současnosti působí na Katedře teorie práva a právních učení PF UK v Praze, kde vyučuje předměty Teorie práva, Teorie právnických osob a Právní informační systémy. V letech 2014 až 2018 zastával na Právnické fakultě UK funkci proděkana pro magisterský studijní program. Od roku 2006 do roku 2009 působil též jako advokát v Praze. V letech 2016 až 2018 byl řešitelem a vedoucím desetičlenného výzkumného týmu projektu GAČR s názvem „Právní jednání a odpovědnost právnických osob“. V souvislosti s tím byl také hlavním autorem kolektivních monografií „Právní jednání a odpovědnost právnických osob po rekodifikaci českého soukromého práva” (Praha: Wolters Kluwer, 2018) a „Artificial Legal Entities: Essays on Legal Agency and Liability” (Praha, Varšava, Bratislava a Budapešť: Wolters Kluwer, 2019) a své vlastní samostatné monografie: „The Concept of Juristic Person“ (Praha, Varšava, Bratislava a Budapešť: Wolters Kluwer, 2020).

### Zahraniční studijní pobyty[8]
K. Beran absolvoval zahraničních studijní pobyty na univerzitách v Evropě, Spojených státech i Austrálii. Z těch nejvýznamnějších lze uvést zejména dlouhodobý studijní pobyt podpořený Fulbright-Masaryk stipendiem v akademickém roce 2016/2017 na University of Michigan Law School, Ann Arbor (USA) a dvousemestrální studijní pobyt a v roce 2002/2003 v rámci svého doktorského studia na Rechtswissenschaftliche Fakultät Univerzity Salcburk (Rakousko), střednědobé studijní pobyty v roce 2012 na Freie Universität Berlin, Fachbereich Rechtswissenschaft (Německo), v roce 2007 na Griffith Law School, Brisbane, (Austrálie) a v roce 2006 na Cardiff Law School (Velká Británie). Vedle toho absolvoval též množství krátkodobých studijních pobytů např. na Trinity College Dublin (Irsko), Univerzitě Salcburk Rechtswissenschaftliche Fakultät (Rakousko), Ludwig Maxmilians Universität München, Juristische Fakultät (Německo).

### Oblast odborného zájmu
K. Beran se dlouhodobě zabývá problematikou postavení osob v právu a zejména právnických osob. V této souvislosti se zaměřuje na problematiku právní osobnosti a svéprávnosti osoby, teorie právnických osob, právního jednání a odpovědnosti právnických osob. Podílel se na zpracování komentáře Občanského zákoníku (Wolters Kluwer ČR, 2020), kde je autorem komentářů k obecným ustanovením o osobách (§ 15-21). Z obecných teoretických právních otázek se zabývá právními normami (např. z hlediska jejich kogentnosti či dispozitivnosti) nebo problémem časové působnosti právních norem a problémem retroaktivity, jakož i otázkou interpretace práva, zejména v souvislosti s tzv. diskursivní závazností judikatury. Je autorem 3 monografií (z toho jedné zahraniční), spoluautorem 6 monografií (z toho 2 zahraničních a 1 cizojazyčné) a více než 70 odborných článků a statí publikovaných jak v České republice, tak v zahraničí. Spoluautorsky se podílel na vysokoškolských učebnicích z oboru teorie práva, občanského práva hmotného nebo trestního práva.

## Výběr z bibliografie

### Cizojazyčné a české monografie
- BERAN, Karel. The Concept of Juristic Person. 1. vyd. Prague – Warsaw – Bratislava – Budapest: Wolters Kluwer, 2020, 259 s. ISBN 978-83-8107-952-5 .

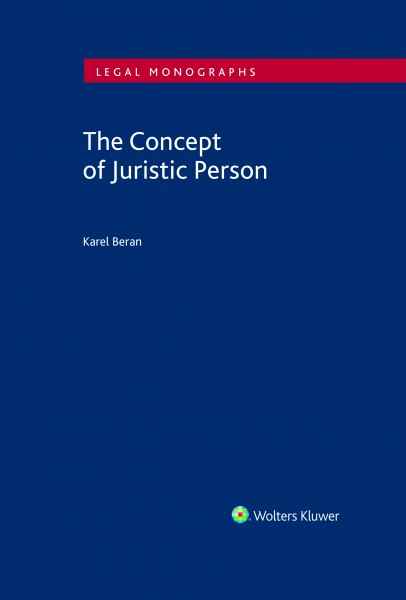
publikace The Concept of Juristic Person (Praha, Varšava, Bratislava a Budapešť: Wolters Kluwer, 2020)

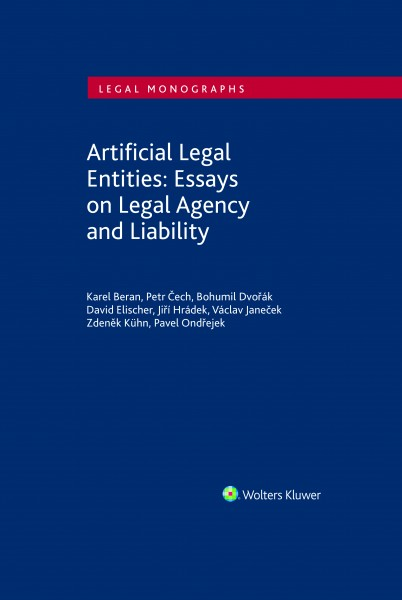
publikace Artificial Legal Entities: Essays on Legal Agency and Liability (Praha, Varšava, Bratislava a Budapešť: Wolters Kluwer, 2019)

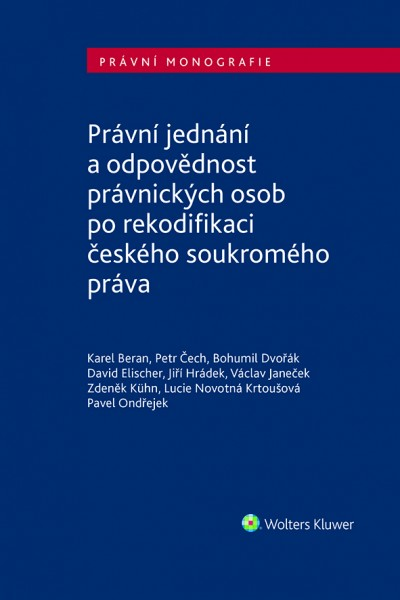
publikace Právní jednání a odpovědnost právnických osob (Praha: Wolters Kluwer, 2018)

- BERAN, Karel (vedoucí autorského kolektivu); ČECH, P., DVOŘÁK, B., ELISCHER, D., HRÁDEK, J., JANEČEK, V., KÜHN, Z., ONDŘEJEK, P. Artificial Legal Entities: Essays on Legal Agency and Liability Archivováno 27. 4. 2021 na Wayback Machine. . Prague – Warsaw – Bratislava – Budapest: Wolters Kluwer, 2019, ISBN 978-80-7598-082-3.

- BERAN, Karel (vedoucí autorského kolektivu); ČECH, Petr; DVOŘÁK, Bohumil; ELISCHER, David; HRÁDEK, Jiří; JANEČEK, Václav; KÜHN, Zdeněk; NOVOTNÁ KRTOUŠOVÁ, Lucie; ONDŘEJEK, Pavel. Právní jednání a odpovědnost právnických osob po rekodifikaci českého soukromého práva Archivováno 27. 4. 2021 na Wayback Machine.. 1. vyd. Praha: Wolters Kluwer ČR, 2018, 271 s. ISBN 978-80-7598-043-4 .

- GERLOCH, Aleš; BERAN, Karel a kol. Funkce a místo právní odpovědnosti v recentním právním řádu. 1. vyd. Praha: Leges, 2014. 272 s. ISBN 978-80-7502-058-1.
- BERAN, Karel. Pojem osoby v právu : (osoba, morální osoba, právnická osoba). 1. vyd. Praha: Leges, 2012, 215 s. ISBN 978-80-87576-06-9.
- BERAN, Karel. Právnické osoby veřejného práva: Veřejnoprávní subjektivita. 1. vyd. Praha : Linde, 2006. 191 s. ISBN 80-7201-598-2.

### Cizojazyčné články a statě
- BERAN, Karel; ELISCHER, David. “Has "Strict Liability" Disappeared from Czech Law Simply to Give Way to a General "Duty to Compensate Harm". Review of Central and East European Law. Vol. 44, 2019 (1). p. 58-90. ISSN 1573-0352.
- BERAN, Karel. The Person and the Personhood from the Perspective of the U. S. American Legal Doctrine. The Lawyer quarterly, Vol.9, 2019(1), 13-24. ISSN 1805-840X.
- BERAN, Karel; GERLOCH, Aleš. Die normative Bedeutung der Interpretationsregeln in der tschechischen Rechtsordnung. In Jabloner, Clemens; Jakab, Andräs; Kirchmair, Lando; Pfersmann, Otto; Wiederin, Ewald (ed.) Scharfsinn im Recht : Liber Amicorum Michael Thaler zum 70. Geburtstag. 1. vyd. Wien: Jan Sramek Verlag KG, 2019, s. 111-127. ISBN 978-3-7097-0209-3.

- BERAN, Karel. Die Konstruktion der Person in der Reinen Rechslehre und in der tschechischen Rechtsordung. In: JABLONER, Clemens - KUKLÍK, Jan - OLECHOWSKI, Thomas. Hans Kelsen in der tschechischen und internationalen Rechtslehre. 1 vyd. Wien: MANZ, 2018, Schftenreihe des Hans Kelsen-Instituts, Band 39, s. 81-95. ISBN 978-3-214-14760-0.
- BERAN, Karel. How Criminal Liability of Juristic Persons Depends on the Concept of Juristic Persons in Private Law. European Criminal Law Review (EuCLR), roč. 5, 2015, č. 2. s. 161 -194. ISSN 2191-7442.
- BERAN, Karel. The person at law from the point of view of pure legal science. The Lawyer quarterly, Vol.3, 2013(1), 29-42.
- JELÍNEK, Jiří; BERAN, Karel. Why the Czech Republic does not yet recognize corporate criminal liability: a description of unsuccessful law reforms. In: PIETH, Mark; IVORY, Radha (ed.). Criminal Responsibility as Corporate Risk: A Comparative Analysis of Corporate Criminal Liability Laws. Ediční řada: GENTIUM: Comparative Perspectives on Law and Justice. Springer, Dordrecht (Holandsko) 2011, str. 333-355, ISBN 9400706731.

### Články v českém jazyce
- BERAN, Karel. Výklad právních jednání a interpretace soukromoprávních předpisů: co mají společného, čím se liší a jaký to má význam?. Acta Universitatis Carolinae. Iuridica, roč. 65, 2019, č. 2. s. 117-132. ISSN 0323-0619.
- BERAN, Karel. Může být právnická osoby svéprávná. Právník, 2018, 157 (8), 657-669. ISSN 0231-6625.
- BERAN, Karel. Osoba v právu z hlediska Vídeňské a Brněnské právní školy[10]. Časopis pro právní vědu a praxi, roč. 25, 2017, č. 4. s. 625-641. ISSN 1210-9126.
- BERAN, Karel. Osoba jako "bod přičitatelnosti"[11]. Právník, 2017, 156 (6), 501-522. ISSN 0231-6625.
- BERAN, Karel. Trestní odpovědnost právnických osob z pohledu nového občanského zákoníku. Trestněprávní revue, 2014, 13(7-8), 179-186. ISSN 1213-5313.
- BERAN, Karel. Proč byla morální osoba nahrazena osobou právnickou? (Přirozenoprávní kořeny pojmu "morální osoby"). Právník, roč. 151, 2012, č. 2. s. 113-130. ISSN 0231-6625.
- BERAN, Karel. „Proč a kdy byla nahrazena „osoba“ právním subjektem?“ Časopis pro právní vědu a praxi č. 2/2011, str. 108-117. ISSN 1210-9126.
- BERAN, Karel. Kdy je norma kogentní a kdy dispozitivní? Právní rozhledy, 2009, roč. 17, č. 19, s. 685-692. ISSN 1210-6410.
- BERAN, Karel. Proč není stát právnickou osobou? Právní rozhledy, 2006, roč. 14, č. 7, s. 255-261. ISSN 1210-6410.
- BERAN, Karel. Trestní odpovědnost lékaře za chybu při ošetření pacienta. Trestněprávní revue, 2006, roč. 5, č. 1, s. 10-19. ISSN 1213-5313.
- BERAN, Karel. Pojem veřejného ústavu. Právník, 2005, roč. 144, č. 9, s. 1007-1024. ISSN 0231-6625.
- BERAN, Karel. Právní povaha univerzity. Právník, 2005, roč. 144, č. 3, s. 260-286. ISSN 0231-6625.
- BERAN, Karel. Církevní právnické osoby. Právní rozhledy, 2004, roč. 12, č. 6, s. 199-207. ISSN 1210-6410.
- BERAN, Karel. Veřejnoprávní subjektivita. Právní rozhledy, 2004, roč. 12, č. 23, s. 849-860. ISSN 1210-6410.
- BERAN, Karel. Význam právních posudků vypracovaných advokáty v souvislosti s povinností reprezentantů kapitálových společností jednat s péčí řádného hospodáře. Bulletin advokacie, 2004, č. 9, s. 17-28. ISSN 1210-6348.

### Statě v recenzovaných sbornících
- BERAN, Karel. Zásada "stare decisis" podle § 13 obč. zák.. In Žák Krzyžanková, Katarzyna; Kühn, Zdeněk; Beran, Karel; Wintr, Jan; Ondřejek, Pavel; Tryzna, Jan (ed.) Právo jako multidimenzionální fenomén : pocta Aleši Gerlochovi k 65. narozeninám. 1. vyd. Plzen: Aleš Čeněk, 2020, s. 535-542. ISBN 978-80-7380-797-9.
- BERAN, Karel. Proč potřebujeme právně teoretický přístup v právní vědě : Co má teorie, filosofie a sociologie práva vlastně vůbec společného a v čem se liší?. In Horák, Záboj; Skřejpková, Petra (ed.) Pocta Jiřímu Rajmundu Treterovi. 1. vyd. Praha: Leges, 2020, s. 53-60. ISBN 978-80-7502-439-8.
- BERAN, Karel. Proč je Savignyho teorie fikce nevhodná pro konstrukci dnešních obchodních společností?. In Eichlerová, Kateřina (ed.) Rekodifikace obchodního práva - pět let poté : Svazek II Pocta Ireně Pelikánové. 1. vyd. Praha: Wolters Kluwer ČR, 2019, s. 3-12. ISBN 978-80-7598-426-5.
- BERAN, Karel. Persona servilis. In Bělovský, Petr; Stloukalová, Kamila (ed.) Caro Amico: 60 kapitol pro Michala Skřejpka aneb Římské právo napříč staletími. 1. vyd. Praha: Auditorium, 2017, s. 57-65. ISBN 978-80-87284-64-3.
- BERAN, Karel. Teoretická koncepce právnických osob podle Viktora Knappa. In: Gerlocha kol.: Viktor Knapp: vědecké dílo v proměnách času. 1. vyd. Plzeň: Aleš Čeněk, 2014, s. 294-308. ISBN 978-80-7380-509-8.

### Komentáře k zákonům
- BERAN, Karel. Komentář k § 15 - § 21 občanského zákoníku. In: Švestka, Jiří; Dvořák, Jan; Fiala, Josef (ed.) Občanský zákoník. Komentář. 2. vyd. Praha: Wolters Kluwer ČR, 2020, s. 69-77. ISBN 978-80-7598-656-6.
- KÜHN, Zdeněk; BERAN, Karel. Komentář k § 4 písm. a) s.ř.s: Pojem správního orgánu. In: Kühn, Zdeněk (ed.) Soudní řád správní. Komentář. 1. vyd. Praha: Wolters Kluwer ČR, 2019, s. 21-39. ISBN 978-80-7598-479-1.

## Online přednášky
- Teorie právnických osob[12] (přednáška pro studenty doktorského studijního programu, zveřejněna dne 23. 11. 2020).

Anotace: Cílem této přednášky je odpovědět na otázky: Proč vůbec potřebujeme teorie právnických osob?, Jak vysvětlují klasické teorie právnickou osobu? K čemu jsou dnes teorie právnických osob vůbec dobré? Ale také uvidíte, jak reálně vypadá nahrávací studio na PF UK…